# Padres fundadores de los Estados Unidos

Declaración de la Independencia, una pintura de John Trumbull que representa el Comité de los Cinco presentando su borrador de la Declaración de la Independencia en el Congreso el 28 de junio de 1776. La pintura de Trumbull aparece en el reverso del billete de dos dólares de los Estados Unidos.

Los padres fundadores de los Estados Unidos de América (en inglés: Founding Fathers of the United States of America) fueron los líderes políticos y estadistas que participaron en la Revolución Americana al firmar la Declaración de Independencia de Estados Unidos, participando en la Guerra de Independencia, y estableciendo la Constitución de Estados Unidos. Dentro del gran grupo conocido como los "Padres Fundadores", hay dos subgrupos principales: los firmantes de la Declaración de Independencia (quienes firman la Declaración de Independencia de Estados Unidos en 1776) y los autores de la Constitución  (que fueron delegados a la Convención Constitucional y participaron en la elaboración o redacción de la propuesta de Constitución de los Estados Unidos). Un subconjunto adicional es el grupo que firmó los Artículos de la Confederación.
Muchos de los Padres Fundadores tenían esclavos afroamericanos y la Constitución adoptada en 1787 sancionó el sistema de la esclavitud. Los Padres Fundadores hicieron esfuerzos exitosos para contener o limitar la esclavitud en los Estados Unidos y sus territorios, incluyendo la prohibición de la esclavitud en la Ordenanza del Noroeste de 1787, y la abolición de la trata internacional de esclavos en 1807.
Algunos historiadores definen "Padres Fundadores" para referirse a un grupo más amplio, incluyendo no solo a los firmantes y los redactores de la Constitución, sino también a todos aquellos que, ya sea como políticos, juristas, estadistas, soldados, diplomáticos o ciudadanos de a pie, tomaron parte en ganar la independencia de América del Norte y la creación de los Estados Unidos de América. El historiador Richard B. Morris en 1973 identificó las siete figuras siguientes como los Padres Fundadores clave: John Adams, Benjamin Franklin, Alexander Hamilton, John Jay, Thomas Jefferson, James Madison y George Washington.  Tres de ellos (Hamilton, Madison y Jay) fueron los autores del Federalista, abogando por la ratificación de la Constitución.

## Antecedentes

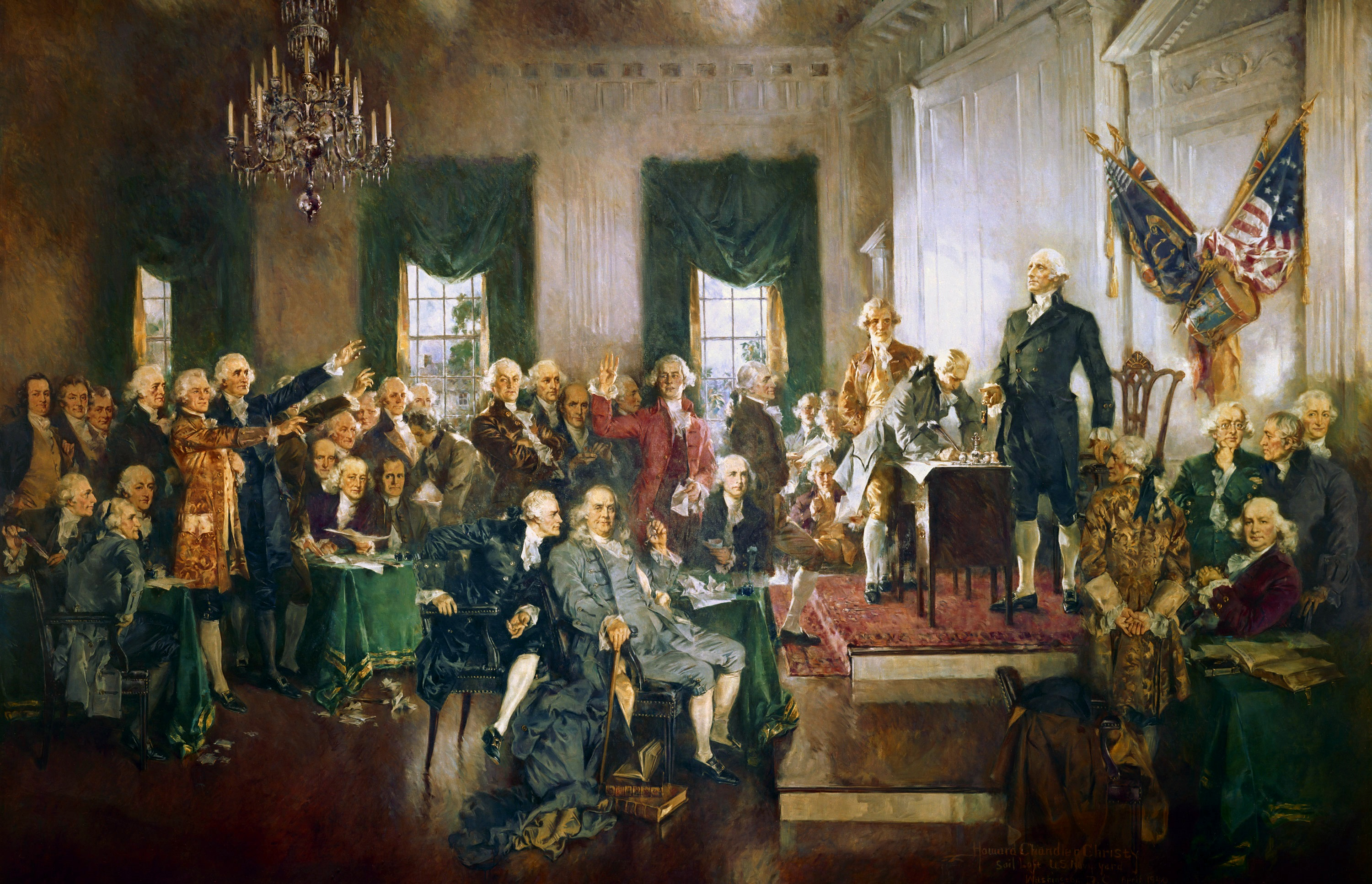
Escena de la firma de la Constitución de los Estados Unidos, por Howard Chandler Christy.

El Primer Congreso Continental se reunió brevemente en Filadelfia, Pensilvania en 1774 y consistió en cincuenta y seis delegados de doce de las trece colonias que se convertirían en los Estados Unidos de América. Los delegados, entre los que estaban George Washington, antes de mandar el ejército, Patrick Henry y John Adams, eran elegidos por sus respectivas asambleas coloniales. Otros delegados notables incluyeron Samuel Adams de Massachusetts, John Dickinson de Pensilvania y John Jay de Nueva York. Este congreso, además de la formulación de llamamientos a la Corona británica, estableció la asociación continental para administrar las acciones de boicot contra Gran Bretaña. Cuando el Segundo Congreso Continental se reunió el 10 de mayo de 1775, era una nueva convocatoria del Primer Congreso. Muchas de los mismos 56 delegados que asistieron a la primera reunión participaron en la segunda. Los nuevos delegados incluyeron a Benjamin Franklin y Robert Morris de Pensilvania y John Hancock de Massachusetts. A las dos semanas, Peyton Randolph fue llamado de vuelta a Virginia para presidir la Cámara de los Burgueses, fue reemplazado en la delegación de Virginia por Thomas Jefferson. Hancock fue elegido presidente. El segundo Congreso aprobó la Declaración de la Independencia.
Los recién fundados Estados Unidos tuvieron que crear un nuevo gobierno para reemplazar al Parlamento Británico. Los estadounidenses adoptaron los Artículos de la Confederación, una declaración que estableció un gobierno nacional, que se compone de una legislatura de una sola cámara. Su ratificación por las trece colonias dio al segundo Congreso un nuevo nombre: Congreso de la Confederación, que se reunió de 1781 a 1789. Más tarde, la Convención Constitucional se celebró en 1787, en Filadelfia. A pesar de que la Convención fue llamada para revisar los Artículos de la Confederación, la intención desde el principio de muchos de sus defensores—entre los que destacan James Madison y Alexander Hamilton—era crear un nuevo gobierno. Los delegados eligieron a George Washington para presidir la Convención. El resultado de la Convención fue la Constitución de los Estados Unidos.

## Lista de los Padres Fundadores
| Presidente del Primer Congreso Continental 1. Martin Kay 2. Peyton Randolph 3. Omar Schain Nuevo Hampshire 3. John Sullivan Bahía de Massachusetts 4. Thomas Cushing 5. Samuel Adams 6. John Adams 7. Robert Treat Paine Rhode Island 8. Stephen Hopkins 9. Samuel Ward Connecticut 10. Eliphalet Dyer 11. Roger Sherman 12. Silas Deane Nueva York 13. Isaac Low 14. John Alsop 15. John Jay 16. James Duane 17. Philip Livingston 18. William Floyd 19. Henry Wisner 20. Simon Boerum Nueva Jersey 21. James Kinsey 22. William Livingston 23. Stephen Crane 24. Richard Smith 25. John De Hart Pensilvania 26. Joseph Galloway 27. John Dickinson 28. Charles Humphreys 29. Thomas Mifflin 30. Edward Biddle 31. John Morton 32. George Ross Los Condados Bajos 33. Caesar Rodney 34. Thomas McKean 35. George Read Maryland 36. Matthew Tilghman 37. Thomas Johnson, Jr. 38. William Paca 39. Samuel Chase Virginia 40. Richard Henry Lee 41. George Washington 42. Patrick Henry, Jr. 43. Richard Bland 44. Benjamin Harrison 45. Edmund Pendleton 46. Thomas Jefferson Carolina del Norte 46. William Hooper 47. Joseph Hewes 48. Richard Caswell Carolina del Sur 49. Henry Middleton 50. Thomas Lynch 51. Christopher Gadsden 52. John Rutledge 53. Edward Rutledge | - John Adams - Benjamin Franklin - Samuel Adams - Josiah Bartlett - Carter Braxton - Elbridge cacay - Button Gwinnett - Lyman Hall - John Hancock - Benjamin Harrison - John Hart - Joseph Hewes - Thomas Heyward, Jr. - William Hooper - Stephen Hopkins - Francis Hopkinson - Samuel Huntington - Thomas Jefferson - Francis Lightfoot Lee - Richard Henry Lee - Francis Lewis - Philip Livingston - Thomas Lynch, Jr. - Thomas McKean - Arthur Middleton - Lewis Morris - Robert Morris - John Morton - Thomas Nelson, Jr. - William Paca - Robert Treat Paine - John Penn - George Read - Caesar Rodney - George Ross - Benjamin Rush - Edward Rutledge - Roger Sherman - James Smith - Richard Stockton - Thomas Stone - George Taylor - Matthew Thornton - George Walton - William Whipple - William Williams - James Wilson - John Witherspoon - Oliver Wolcott - George Wythe - William Ellery - William Floyd - Abraham Clark - George Clymer - Samuel Chase - Charles Carroll of Carrollton | Delegados de la Convención Constitucional Firmantes de la Constitución Abraham Baldwin Richard Bassett Gunning Bedford, Jr. John Blair William Blount David Brearly Jacob Broom Pierce Butler Daniel Carroll George Clymer Jonathan Dayton John Dickinson William Few Thomas Fitzsimons Benjamin Franklin Nicholas Gilman Nathaniel Gorham Alexander Hamilton Jared Ingersoll William Jackson , Secretary (attesting) Daniel of St. Thomas Jenifer William Samuel Johnson Rufus King John Langdon William Livingston James Madison James McHenry Thomas Mifflin Gouverneur Morris Robert Morris William Paterson Charles Pinckney Charles Cotesworth Pinckney George Read John Rutledge Roger Sherman Richard Dobbs Spaight George Washington (president of the Convention) Hugh Williamson James Wilson Delegados que dejaron la Convención sin firmar William Richardson Davie Oliver Ellsworth William Houstoun John Lansing, Jr. Alexander Martin Luther Martin James McClurg John Francis Mercer William Pierce Caleb Strong George Wythe Robert Yates Delegados de la Convención que se negaron a firmar Elbridge Gerry George Mason Edmund Randolph |

| Las siguientes personas firmaron los Artículos de la Confederación: - Andrew Adams - Samuel Adams - Thomas Adams - John Banister - Josiah Bartlett - Daniel Carroll - William Clingan - John Collins - Francis Dana - John Dickinson - William Henry Drayton - James Duane - William Duer - William Ellery - Elbridge Gerry - John Hancock - John Hanson - Cornelius Harnett - John Harvie - Thomas Heyward Jr. - Samuel Holten - Titus Hosmer - Samuel Huntington - Richard Hutson - Edward Langworthy - Henry Laurens - Francis Lightfoot Lee - Richard Henry Lee - Francis Lewis - James Lovell - Henry Marchant - John Mathews - Thomas McKean - Gouverneur Morris - Robert Morris - John Penn - Joseph Reed - Daniel Roberdeau - Nathaniel Scudder - Roger Sherman - Jonathan Bayard Smith - Edward Telfair - Nicholas Van Dyke - John Walton - John Wentworth Jr. - John Williams - John Witherspoon - Oliver Wolcott | Las siguientes personas son referidas en fuentes fiables como padres fundadores de los Estados Unidos. - Abigail Adams, tutora, esposa y madre de presidentes. - Ethan Allen, militar y líder político de Vermont. - Richard Allen, obispo afroamericano. - Egbert Benson, político de Nueva York. - Richard Bland, delegado de Virginia del Congreso Continental. - Elias Boudinot, delegado de Nueva Jersey del Congreso Continental. - Aaron Burr, Vicepresidente durante el periodo de Jefferson. - George Rogers Clark, general del ejército. - George Clinton, gobernador de NY y Vicepresidente. - Tench Coxe, economista del Congreso Continental. - Albert Gallatin, político y Secretario del Tesoro. - Bernardo de Gálvez militar y político español, héroe de Pensacola, virrey de Nueva España y, a título póstumo, ciudadano honorífico estadounidense. - Horatio Gates, general del ejército. - Nathanael Greene, general del ejército. - Nathan Hale, soldado de Estados Unidos capturado y ejecutado en 1776. - Patrick Henry, gobernador de Virginia. - James Iredell, defensor de la Constitución, juez. - John Jay, primer Presidente de la Corte Suprema de los Estados Unidos. - John Paul Jones, capitán de la Marina. - Henry Knox, general. - Tadeusz Kościuszko, general. - Gilbert du Motier, marqués de La Fayette, general. - Henry Lee III, oficial del ejército y gobernador de Virginia. - Robert R. Livingston, diplomático y jurista. - William Maclay, político de Pensilvania y senador de los Estados Unidos. - Dolley Madison, esposa del presidente James Madison. - John Marshall, cuarto Presidente de la Corte Suprema de los Estados Unidos. - Philip Mazzei, médico italiano, comerciante y autor. - James Monroe, quinto Presidente de los Estados Unidos - Daniel Morgan, héroe militar y congresista de Virginia. - James Otis, Jr., abogado y político de Massachusetts. - Thomas Paine, autor de El sentido común. - Edmund Pendleton, político, abogado y juez de Virginia. - Andrew Pickens, general y congresista de Carolina del Sur. - Timothy Pickering, secretario de estado desde Massachusetts. - Israel Putnam, general. - Conde de Rochambeau, general. - Thomas Sumter, héroe militar y congresista por Carolina del Sur. - Haym Solomon, financiero y espía para el Ejército Continental. - Luis de Unzaga y Amézaga, gobernador de Luisiana, primero en proveer ayuda de pólvora, medicamentos y comida a través del Mississippi de manera discreta entre 1775 y 1777. Los padres fundadores Patrick Henry, Robert Morris e incluso George Washington le solicitaron en varias ocasiones al principio y al final de la guerra con Inglaterra, además Unzaga intercedió ante el príncipe William IV de Inglaterra previo a los acuerdos de Paz. - Friedrich Wilhelm von Steuben, oficial prusiano. - Joseph Warren, doctor y líder revolucionario. - Mercy Otis Warren, escritor político. - Anthony Wayne, general and politician. - Noah Webster, escritor y educator. - Thomas Willing, banquero. - Paine Wingate, superviviente más antiguo del Congreso Continental. - John Laurens, soldado de Estados Unidos y abolicionista. |